# Ефратово
Ефратово — деревня в Троснянском районе Орловской области. Входит в состав Троснянского сельского поселения. Население — 87 чел. (2010).

## География
Ефратово находится в юго-восточной части области на Среднерусской возвышенности.
Часовой пояс
деревня Ефратово, как и вся Орловская область, находится в часовой зоне МСК (московское время). Смещение применяемого времени относительно UTC составляет +3:00.

## Население
| 2010 |
| ---- |
| 87   |